# اندرو سامبروک
اندرو سامبروک (انگلیسی: Andrew Sambrook؛ زادهٔ ۱۳ ژوئیهٔ ۱۹۷۹) بازیکن فوتبال اهل بریتانیا است.
از باشگاه‌هایی که در آن بازی کرده‌است می‌توان به باشگاه فوتبال ای‌اف‌سی ویمبلدون، باشگاه فوتبال تاروک، باشگاه فوتبال گیلینگام، باشگاه فوتبال ولینگ یونایتد، و باشگاه فوتبال گرایس اتلتیک اشاره کرد.
وی همچنین در تیم ملی فوتبال انگلستان بازی کرده‌است.